# هانهایم
هانهایم (به آلمانی: Hahnheim) یک شهر در آلمان است که در ماینتس-بینگن واقع شده‌است. هانهایم  ۱٬۵۸۸ نفر جمعیت دارد.